# Pieni-Kaita (ö, lat 62,67, long 28,10)
Pieni-Kaita är en ö i Finland. Den ligger i sjön Suvasvesi och i kommunerna Leppävirta och Kuopio i den ekonomiska regionen  Varkaus ekonomiska region  och landskapet Norra Savolax, i den centrala delen av landet, 300 km nordost om huvudstaden Helsingfors. Öns area är 0,1 hektar och dess största längd är 70 meter i öst-västlig riktning.